# Namulisko jaskiniowe

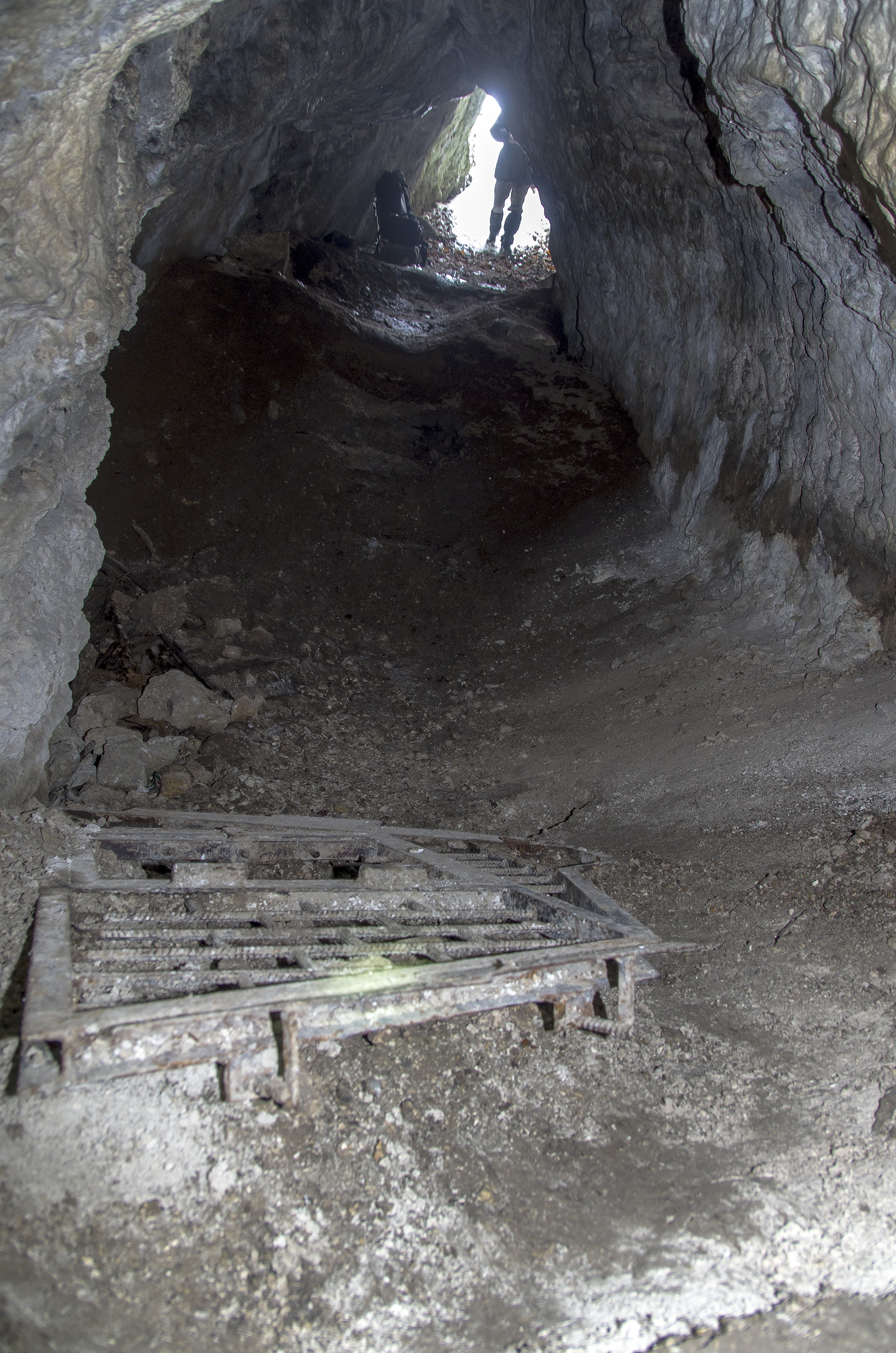
Wykop po wybranym namulisku w Jaskini Zegar

Namulisko jaskiniowe – namulisko powstające na dnie jaskiń i schronisk (na spągu). Ze względu na pochodzenie wyróżnia się trzy jego rodzaje:
- powstające w wyniku procesów fizycznych przez rozdrabnianie macierzystej skały osady jaskiniowe, takie jak skalne bloki, gruz skalny, żwir, piasek, muł, ił, a także przyniesione z zewnątrz przez wodę lub wiatr piaski, muły, iły, glina,
- nacieki jaskiniowe powstające w wyniku procesów chemicznych,
- osady pochodzenia organicznego – odchody i szczątki zwierząt, nawiane przez wiatr liście i powstała z nich próchnica, odchody zwierząt (zwłaszcza guano), szczątki zwierząt i roślin, materiały pochodzenia antropogenicznego (np. przyniesione przez ludzi narzędzia krzemienne, ceramika, itp.)[1].

Badanie namuliska ma ogromne znaczenie w archeologii. Umożliwia poznanie fauny zwierząt zamieszkujących dawne epoki geologiczne w dziejach Ziemi, oraz poznanie życia ludzi prehistorycznych, którzy często zamieszkiwali jaskinie. W Polsce szczególne znaczenie ma badanie jaskiń i schronisk na Wyżynie Krakowsko- Częstochowskiej (Jura). Podatne na procesy krasowe wapienne podłoże spowodowało, że jest ich tutaj ogromna ilość, a łagodniejszy niż w Tatrach czy Pieninach klimat umożliwiał okresowe zamieszkiwanie ich przez ludzi. W trakcie badania archeolodzy systematycznie przekopują w wybranych miejscach namulisko jaskini, czasami także przed jaskinią, przesiewają je i oddzielają wszystkie części osadu mające znaczenie naukowe. Szczególnie cenne są takie znaleziska jak kości zwierząt i ludzi, naczynia ceramiczne, narzędzia krzemienne, broń, ozdoby, monety. Dzięki tym badaniom wiemy, że w jaskiniach Jury zamieszkiwali ludzie w okresie paleolitu, neolitu, w czasach rzymskich i średniowieczu. Znaleziono kości dawno wymarłych zwierząt, m.in. takich jak niedźwiedź jaskiniowy, hiena jaskiniowa, tur, tarpan, mamut.